# Скатертина

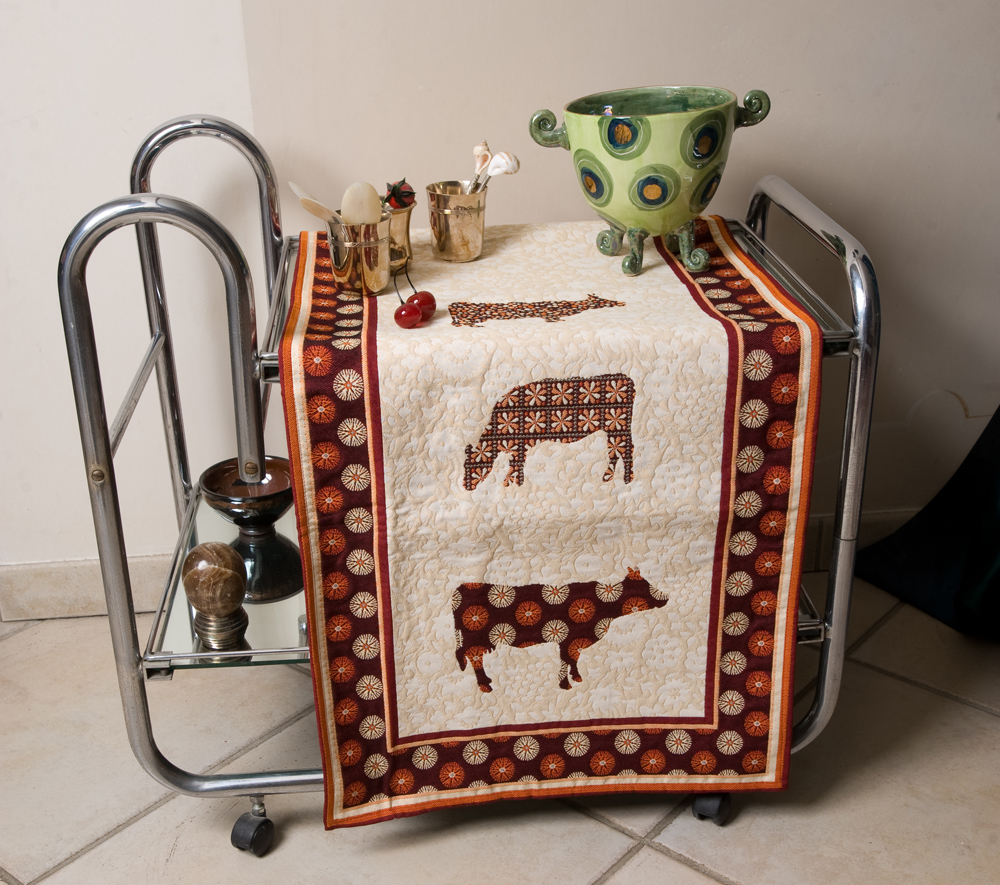
Стіл зі скатеркою

Скатерти́на, ска́терть, ска́терка, розм. насті́льник, заст. порток, діал. стільни́к, скат, шири́нка, убру́с, о́бру́с, обрусо́к — спеціальний тканий чи в'язаний виріб, яким накривається стіл. Виконує кілька функцій:
- захищає покриття столу від забруднень і пошкоджень;
- є елементом декору приміщення.

Походження слова остаточно не з'ясоване, очевидно скатерть походить від ранішого *дъскатерть, утвореного від д.-рус. дъска («дошка») і дієслова терти, пор. рос. діал. рукотерть («рушник»). Менш ймовірним є виведення з д.-рус. съкати, съкать («сукати»), а також версія про запозичення з германських мов (пор. сер.-в.-нім. schët(t)er — «тонка бавовняна матерія», нім. Schetter — «клейонка»).
Серед українців Закарпаття було прийнято стелити поверх скатерки вздовж столу довгий рушник — столівку.